# خانه سروری (مجدالعلما)
خانه سروری (مجدالعلما) مربوط به دوره قاجار است و در اردکان، محله چرخاب، دربند مجدالعلماء واقع شده و این اثر در تاریخ ۲۴ اسفند ۱۳۸۳ با شمارهٔ ثبت ۱۱۶۲۸ به‌عنوان یکی از آثار ملی ایران به ثبت رسیده‌است.